# باربارا مک‌کلینتاک
باربارا مک‌کلینتاک (به انگلیسی: Barbara McClintock) (زادهٔ ۱۶ ژوئن ۱۹۰۲ در هارتفورد، کنتیکت – درگذشتهٔ ۲ سپتامبر ۱۹۹۲) دانشمند برجستهٔ آمریکایی و متخصص سیتوژنتیک
و برندهٔ جایزه نوبل فیزیولوژی و پزشکی سال ۱۹۸۳ بود.
مک‌کلینتاک در سال ۱۹۲۷ پی‌اچ‌دی خود را در رشته گیاه‌شناسی از دانشگاه کرنل گرفت. و کار خود را به عنوان رهبر توسعه سیتوژنتیک ذرت شروع کرد که بقیه عمرش در پژوهش بر روی آن تمرکز کرد. از اواخر دهه ۱۹۲۰، مک‌کلینتاک کروموزوم‌ها و چگونگی تغییر آن‌ها در طی تکثیر ذرت را مورد مطالعه قرار داد. او تکنیکی برای مشاهدهٔ کروموزوم‌های ذرت ایجاد کرد و از تجزیه و تحلیل میکروسکوپی برای نشان دادن بسیاری از عقاید بنیادی ژنتیک بهره جست. یکی از آن عقاید مفهوم نوترکیبی ژنی به وسیلهٔ کراسینگ‌اور در طی میوز بود، مکانیسمی که بوسیلهٔ آن مشخص می‌شود کدام کروموزوم‌ها اطلاعات را مبادله می‌کنند. او اولین پیوستگی ژنتیکی ذرت را با ارتباط دادن حوزهٔ کروموزوم‌ها به ویژگی‌های فیزیکی
ارائه داد. او نقش تلومر و سانترومر، فضایی از کروموزوم را که در نگهداری اطلاعات ژنتیکی اهمیت دارند را، نشان داد. او به عنوان بهترین‌ها در زمینه کاری خود شناخته شد، کمک هزینه‌های معتبری به او پرداخته شده و در سال۱۹۴۴ به عنوان عضو آکادمی ملی علوم انتخاب شد.
در طی دهه ۱۹۴۰ و ۱۹۵۰، مک‌کلینتاک سازه جابجاشدنی را کشف کرده و از آن برای نشان دادن این مطلب که ژن‌ها مسئول حضور یا عدم حضور ویژگی‌های فیزیکی هستند، استفاده کرد. او تئوری‌هایی برای توضیح سرکوب و بیان اطلاعات ژنتیکی از یک نسل ذرت به دیگری ایجاد کرد. در سال ۱۹۵۳ به علت شک به پژوهش‌هایش و پیامدهای آن ، انتشار کارهایش را متوقف کرد.
بعدها، پژوهش وسیعی در مورد سیتوژنتیک و مردم‌گیاه‌شناسی نژادهای ذرت آمریکای جنوبی انجام داد. در دهه ۱۹۶۰ و ۱۹۷۰ پژوهش مک‌کلینتوک به خوبی درک شد، چرا که دانشمندان دیگر مکانیسم‌های تغییر ژنتیکی و قوانین ژنتیکی را که او در دهه ۱۹۴۰ و ۱۹۵۰ در پژوهش‌اش در مورد ذرت نشان داد را تأیید کردند. او به خاطر مشارکت در آن زمینه مشهور شد و جوایزی بدست آورد از جمله جایزه نوبل فیزیولوژی و پزشکی سال ۱۹۸۳ به خاطر کشف سازه جابجاشدنی به او داده شد؛ او اولین زنی است که به تنهایی جایزه علمی نوبل را برده‌است.

## زندگی اولیه

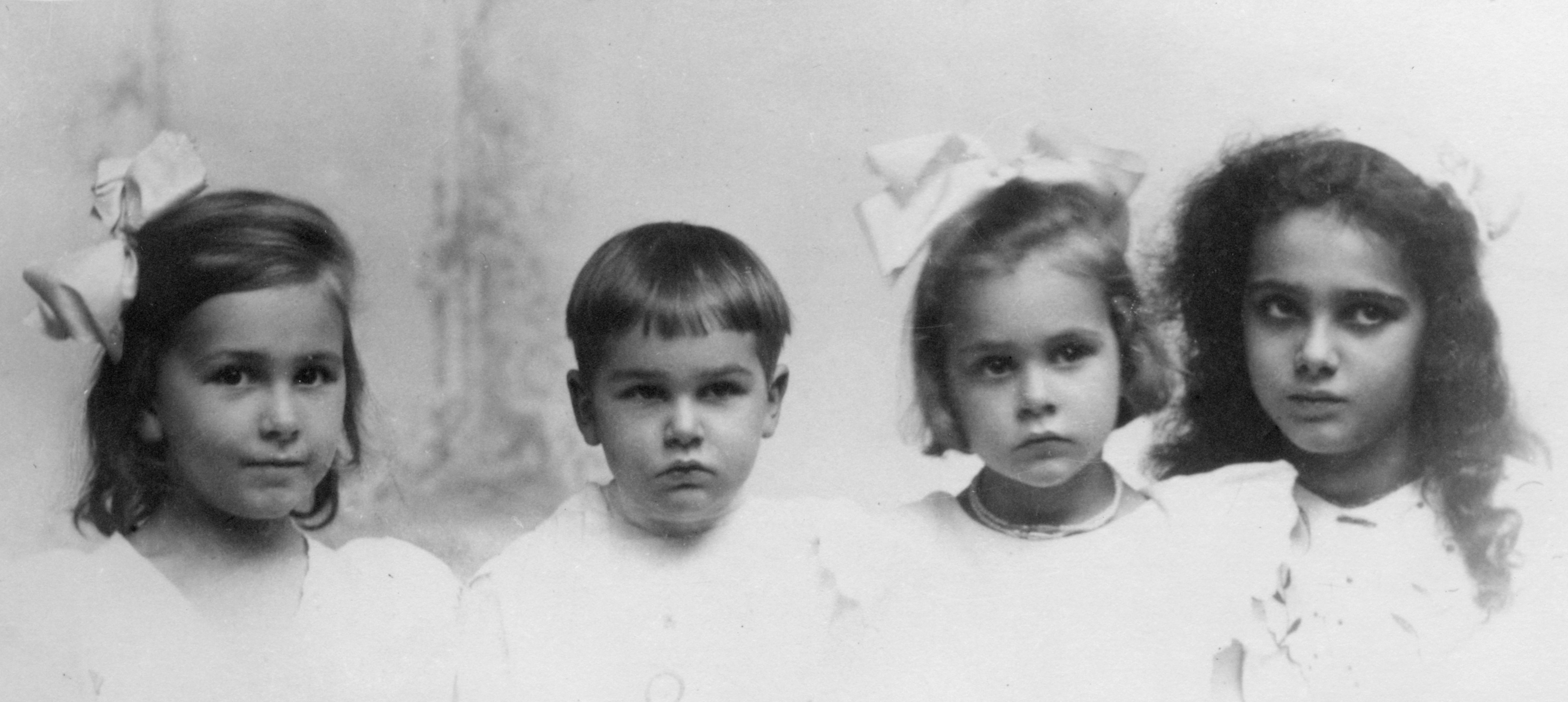
فرزندان مک‌کلینتاک، ازچپ به راست: مینیون، مالکوم رایدر «تام»، باربارا و مارجوری

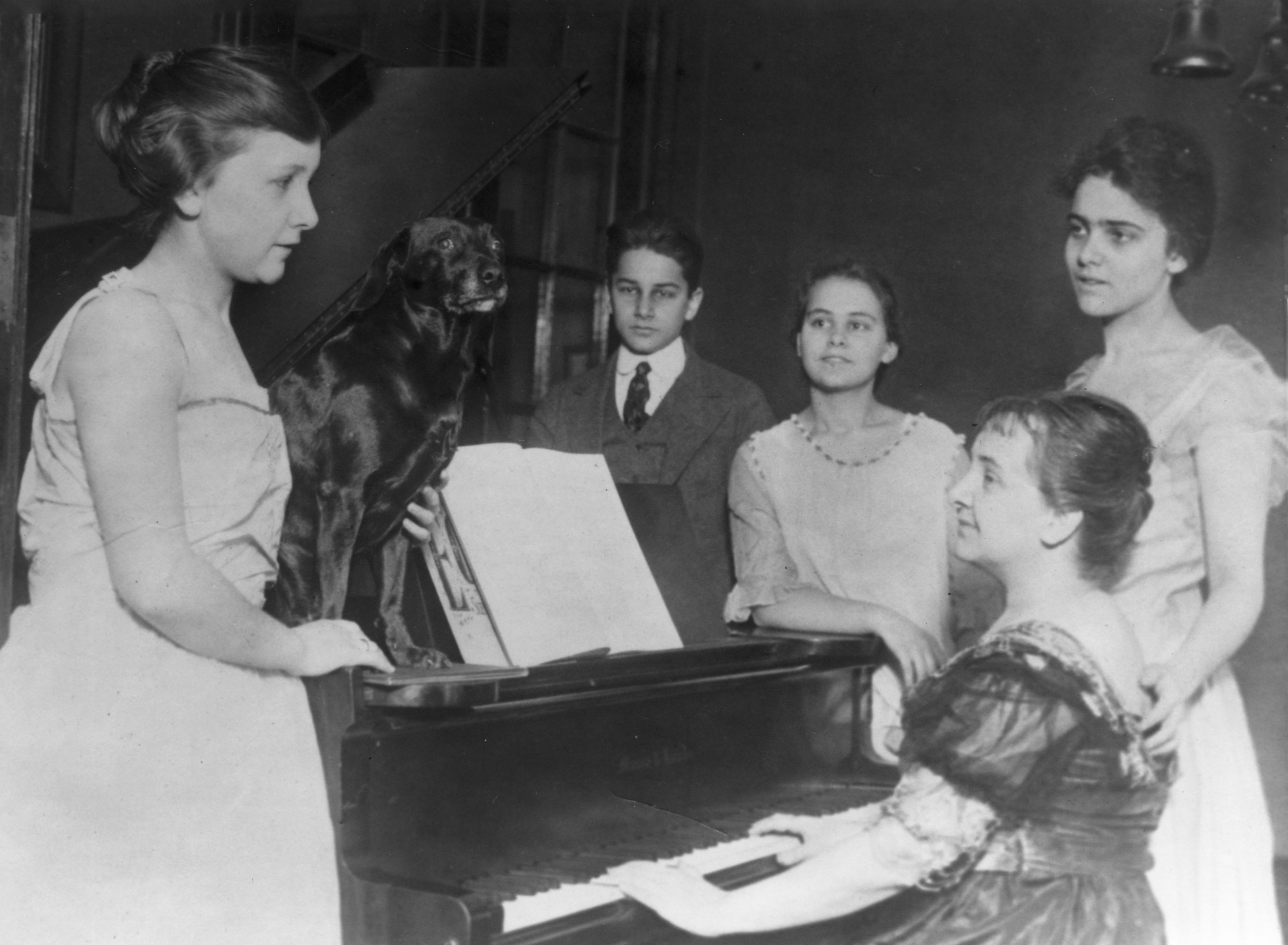
خانواده مک‌کلینتاک، ازچپ به راست: مینیون، تام، باربارا، و مارجوری، سارا (پشت پیانو)

باربارا مک‌کلینتاک با نام النور مک‌کلینتاک در ۱۶ ژوئن ۱۹۰۲ در هارتفورد، کنتیکت به دنیا آمد،  او سومین فرزند از چهار فرزند پزشک توماس هنری مک‌کلینتاک و سارا هَندی مک‌کلینتاک بود. توماس مک‌کلینتاک فرزند مهاجران انگلیسی بود، و سارا هَندی مک‌کلینتاک، در یک خانواده خوش شانس که اجدادش از یک خانواده قدیمی آمریکایی می‌فلاور بودند، به دنیا آمد. مارجوری، بزرگترین فرزند، در اکتبر ۱۸۹۸؛ مینیون، دومین دختر، در نوامبر ۱۹۰۰ به دنیا آمدند. کوچکترین فرزند، مالکوم رایدر (تام صدایش می‌کردند)، ۱۸ ماه بعد از باربارا به دنیا آمد. به عنوان یک دختر جوان، خانواده‌اش تشخیص دادند که النور، نام زنانه و ظریف، برای او مناسب نیست، و نام بابارا را انتخاب کردند.. مک‌کلینتاک از سن خیلی پایین کودک مستقلی بود، خصوصیتی که بعدها آن را به عنوان «ظرفیت تنها ماندن» تشخیص داد. او از سن سه سالگی تا شروع مدرسه، به منظور کاستن از هزینه مالی والدینش با عمه و دایی‌اش در بروکلین زندگی کرد تا زمانی‌که پدرش در حرفه پزشکی خود تثبیت شد. او به عنوان کودک تنها و مستقل، و تام‌بوی توصیف شده‌است. او به پدرش نزدیک بود، اما رابطهٔ پردردسری با مادرش داشت و تنش بین آن دو از زمان جوانی او شروع شد.
در سال ۱۹۰۸، خانواده مک‌کلینتاک به بروکلین رفتند و مک‌کلینتاک در دبیرستان اراسموس هال آنجا تحصیلاتش را تکمیل کرد. او بزودی در سال ۱۹۱۹ دبیرستان را تمام کرد. او علاقه‌اش به علم را کشف کرده و شخصیت مستقل‌اش را در طی دبیرستان دوباره اثبات کرد.  او می‌خواست تحصیلاتش را در کالج کشاورزی دانشگاه کرنل ادامه دهد. مادرش، از ترس عدم ازدواج، در برابر فرستادن او به کالج مقاومت کرد.  تقریباً مک‌کلینتاک از شروع کالج منع شد، اما پدرش درست قبل از شروع ثبت‌نام مداخله کرد، و او در سال ۱۹۱۹ در کرنل پذیرفته‌شد.

## تحصیل و پژوهش در کرنل
مک‌کلینتاک مطالعاتش را در کالج کشاورزی کرنل در سال۱۹۱۹ شروع کرد. آنجا به اتحادیه دانشجویان شرکت کرد و برای پیوستن به کلوب دانشجویی دعوت شد، گرچه بزودی تشخیص داد که ترجیح می‌دهد به سازمان‌های رسمی نپیوندد. به جای آن جذب موسیقی، به ویژه جاز شد. او گیاه‌شناسی خوانده و در سال ۱۹۲۳ لیسانس‌اش را گرفت. علاقه‌اش به ژنتیک از زمانی شروع شد که در سال۱۹۲۱ اولین دوره‌اش را در این رشته گذراند. این دوره براساس دوره‌ای مشابه بود که در هاروارد توسط کلود برتون هاچسون، پرورش‌دهنده گیاه و متخصص ژنتیک، برگزار می‌شد.هاچسون تحت تأثیر علاقه مک‌کلینتاک قرار گرفت، و تلفن زد تا او را به مشارکت در دوره لیسانس ژنتیک در دانشگاه کرنل در سال ۱۹۲۲ دعوت کند. مک‌کلینتاک به دعوت هاچسون به عنوان دلیل ادامه دادن ژنتیک اشاره کرده و می‌گوید: «به‌طور آشکار، این تلفن آینده مرا تعیین کرد. بعد از آن من ژنتیک را ادامه دادم.» گرچه گزارش شده‌است که زنان در کرنل نمی‌توانستند در رشته ژنتیک متخصص شوند، و بنابراین فوق‌لیسانس و پی‌اچ‌دی که او در سال۱۹۲۵ و ۱۹۲۷ گرفت، به‌طور رسمی در رشته گیاه‌شناسی به او داده شد. پژوهش اخیر روشن کرد که زنان می‌توانستند مدارک فارغ‌التحصیلی بخش پرورش گیاهان کرنل را در زمان دانشجویی مک‌کلینتاک در کرنل کسب کنند.
در طول تحصیلات دورهٔ کارشناسی و کارشناسی ارشد که به عنوان مربی گیاه‌شناسی منصوب شده بود، مک‌کلینتاک گروهی را تشکیل داد که در رشته جدید سیتوژنتیک ذرت را مطالعه کردند. این گروه پرورش دهندگان ذرت و متخصصان سیتوژنتیک را کنار هم جمع کرد، که مارکوس رودز، برندهٔ آیندهٔ جایزه نوبل جرج بیدل و هریت کرایتون از جملهٔ آن‌ها بود. رولینس آ. امرسون رئیس بخش پرورش گیاهان از این تلاش‌ها حمایت کرد، گرچه خودش سیتوژنتیست نبود.
بابارا به عنوان دستیار پژوهش برای لاول فیتز رندولف و لستر و. شارپ که هر دو از گیاه‌شناسان کرنل بودند، هم کار کرد.
پژوهش سیتوژنتیک مک‌کلینتاک روی توسعه روشهایی برای تجسم و مشخص کردن کروموزوم‌های ذرت متمرکز بود. این بخش ویژهٔ کار روی نسلی از دانش‌آموزان تأثیر گذاشت، چون که در اکثر کتاب‌های درسی گنجانده شده بود. او همچنین با استفاده از رنگ‌آمیزی کارمین تکنیکی را برای دیدن کروموزوم‌های ذرت توسعه داده و برای اولین بار ریخت‌شناسی ۱۰ کروموزوم ذرت را نشان داد. او به دلیل مشاهدهٔ سلول‌های خردهاگ مخالف کلاهک ریشه توانست این مطلب را کشف کند. بوسیلهٔ مطالعهٔ ریخت‌شناسی کروموزوم‌ها، مک‌کلینتاک قادر بود بین گروه کروموزومی خاصی از صفات که با هم به ارث رسیده بودند ارتباط برقرار کند. مارکوس رودز اشاره می‌کند که مقالهٔ مک‌کلینتاک در مجله ژنتیک در سال ۱۹۲۹ در مورد تری‌پلوئید کروموزوم‌های ذرت، موجب علاقهٔ علمی به سیتوژنتیک ذرت شد، و از بین هفده پیشرفت مهم در این رشته که توسط دانشمندان دانشگاه کرنل بین سال‌های ۱۹۲۹ تا ۱۹۳۵ صورت گرفت ده مورد را به باربارا نسبت می‌دهند.
در سال ۱۹۳۰، مک‌کلینتاک اولین فردی بود که تعامل متقابل شکل کروموزوم‌های مشابه در طی میوز را توصیف کرد. سال بعد مک‌کلینتاک و کرایتون ارتباط بین کراسینگ‌اور در طی میوز و نوترکیبی صفات ژنتیکی را ثابت کردند. آن‌ها مشاهده کردند چگونه نوترکیبی صفات دیده شده در زیر یک میکروسکوپ با صفات جدید همبسته است.  تا این مرحله، فقط فرض می‌شد نوترکیبی ژنتیکی می‌تواند در طول میوز اتفاق بیفتد گرچه به‌طور ژنتیکی نشان داده نشده بود.  در سال ۱۹۳۱ مک‌کلینتاک اولین نقشه ذرت را برای نشان دادن ترتیب سه ژن موجود بر روی کروموزوم شماره ۹ درت منتشر کرد. این کار اطلاعات مورد نیاز برای مطالعهٔ کراسینگ اور را، که او با کرایتون منتشر کرده بود، فراهم کرد؛ آن‌ها همچنین نشان دادند که کراسینگ اور در کروماتیدهای خواهر همانند کروموزوم همتا اتفاق می‌افتد. در سال ۱۹۳۸، بابارا یک تجزیه‌وتحلیل سیتوژنتیک از سانترومر ارائه کرد که سازماندهی و عمل سانترومر و همین‌طور حقیقت توانایی تقسیم سانترومر را توصیف می‌کرد.
مقالات چشمگیر مک‌کلینتاک و حمایت همکارانش، موجب شد شورای ملی پژوهش ایالات متحده آمریکا چندین کمک هزینه تحصیلی فوق‌دکترا به او بدهد. این پول‌ها به او اجازه داد که در کرنل ،دانشگاه میزوری و مؤسسه فناوری کالیفرنیابه مطالعات خود در مورد ژنتیک ادامه دهد. او در مؤسسه فناوری کالیفرنیا با ای. جی اندرسون کار کرد. در طی تابستان ۱۹۳۱ تا ۱۹۳۲ او با متخصص ژنتیک لوئیس استادلر کار کرد، استادلر طرز استفاده از پرتو ایکس را به عنوان عاملی جهش‌زا به باربارا یاد داد. قرار گرفتن در معرض اشعه ایکس می‌تواند میزان جهش را نسبت به حالت طبیعی افزایش می‌دهد و آن را وسیلهٔ پژوهشی نیرومندی در رشته ژنتیک می‌سازد. در طی کار با ذرتی که در اثر تماس با اشعه ایکس جهش یافته بود، او کروموزوم‌های حلقوی را شناسایی کرد، این کروموزوم‌ها زمانی تشکیل می‌شوند که دو انتهای یک کروموزوم در اثر اشعه ایکس آسیب دیده و به هم می‌پیچند. . از روی این شواهد، مک‌کلینتاک این فرضیه را پیشنهاد کرد که در نوک کروموزوم باید ساختاری وجود داشته باشد که به‌طور معمولی از ثبات آن اطمینان حاصل شود. او نشان داد که کمبود کروموزوم حلقوی در مرحلهٔ میوز موجب چندرنگی شاخ و برگ ذرت پس از چند نسل می‌شود که علت ان هم قرار گرفتن در معرض اشعه ایکس و حذف کروموزوم است.

## یادداشت
1. ↑  «B McClintock bio». بایگانی‌شده از اصلی در ۲۱ اوت ۲۰۱۱. دریافت‌شده در ۱۳ آوریل ۲۰۱۰.
2. ↑  Nobel Prize.
3. 1 2  Lamberts 2000.
4. 1 2 3 4 5  Comfort 2001, pp. 19–22.
5. 1 2 3 4 5  Keller 1983.
6. ↑  Boyer 2001.
7. 1 2  Comfort 2001, pp. 23–27.
8. ↑  Fedoroff 1995, p. 215.
9. ↑  Kass & Provine 1997, p. 123.
10. ↑  Kass 2000, p. 64.
11. ↑  Fedoroff 1995, p. 216.
12. ↑  McClintock 1983.
13. 1 2  Kass 2003, pp. 1251–1260.
14. ↑  Kass 2005, pp. 118–125.
15. ↑  Kass 2007.
16. 1 2 3  The Barbara McClintock Papers – Cornell.
17. 1 2  Kass & Bonneuil 2004, pp. 91–118.
18. ↑  Kass, Bonneuil & Coe Jr. 2005.
19. ↑  Colonna, Federica Turriziani. "Barbara McClintock (1902-1992)". embryo.asu.edu. Retrieved 27 November 2014.
20. ↑  Fedoroff 1995, p. 217.
21. 1 2 3 4  Fedoroff 1995, p. 212.
22. ↑  Rhoades.
23. 1 2  Coe & Kass 2005, pp. 6641–6656.
24. ↑  Creighton & McClintock 1931, pp. 492–497.
25. ↑  McClintock 1931, pp. 485–491.
26. 1 2  Fedoroff 1995, p. 218.
27. ↑  Fedoroff 1995, p. 219.